# Rinpung (district)
Rinbung Dzong, Chinees: Rinbung Xian is een arrondissement in het noordoosten van de prefectuur Shigatse in de Tibetaanse Autonome Regio, China. In 1999 telde het arrondissement 30.694 inwoners. De gemiddelde hoogte is 3950 meter. De gemiddelde jaarlijkse temperatuur is 6,8 °C en jaarlijks valt er gemiddeld 451,5 mm neerslag.